# Samuel Klingenstierna
Samuel Klingenstierna (18 août 1698 – 26 octobre 1765) est un mathématicien et scientifique suédois de grande renommée. 

## Biographie
Il commence sa carrière en tant qu'avocat, mais est rapidement passé à la philosophie naturelle. Déjà en tant qu'étudiant, il donne des conférences sur la théorie alors nouvelle de l'analyse mathématique de Newton et de Leibniz. Klingenstierna est professeur de géométrie à l'Université d'Uppsala, de 1728. En 1750, il passe à la physique, mais part à la retraite deux ans plus tard, pour devenir conseiller du commandant de l'artillerie. En 1756, il occupe le poste de précepteur du prince héritier, le futur roi Gustave III.
Il est le premier à énoncer des erreurs dans les théories de Newton de la réfraction, dans des notes géométriques qui sont utilisés par John Dollond dans ses expériences. Plus tard, il joue un rôle important dans l'invention du télescope achromatique. Klingenstierna publie en Suède et en suédois, et sa priorité n'a pas été reconnue.